# وریتاس (خودرو)
وریتاس (خودرو) (Veritas (automobile)) خودرویی است که در سال‌های ۲۰۰۹در آلمان تولید شده‌است.
این خودرو در کلاس خودرو اسپورت قرار گرفته و است. سیستم جعبه‌دندهٔ آن ۷ دنده به صورت دستی است.

## نگارخانه

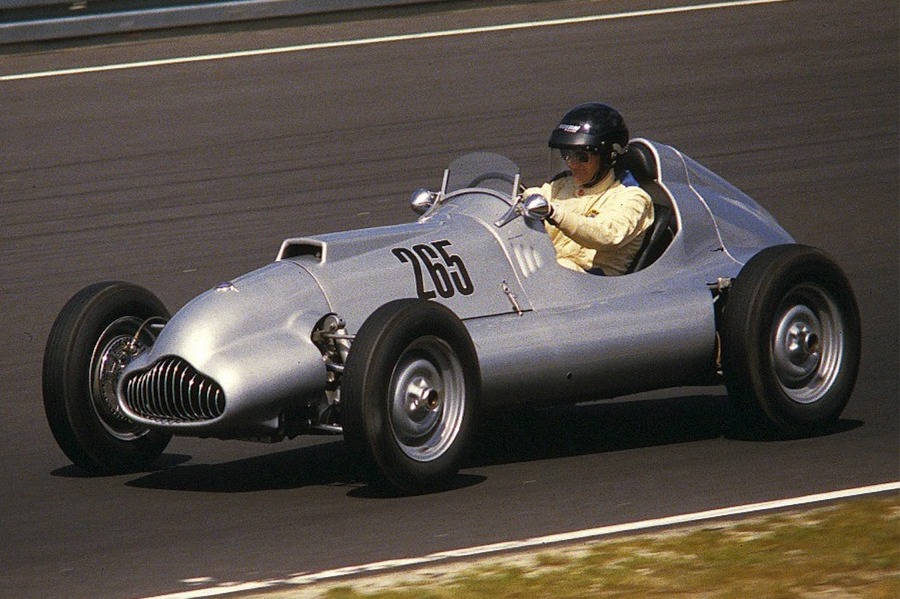
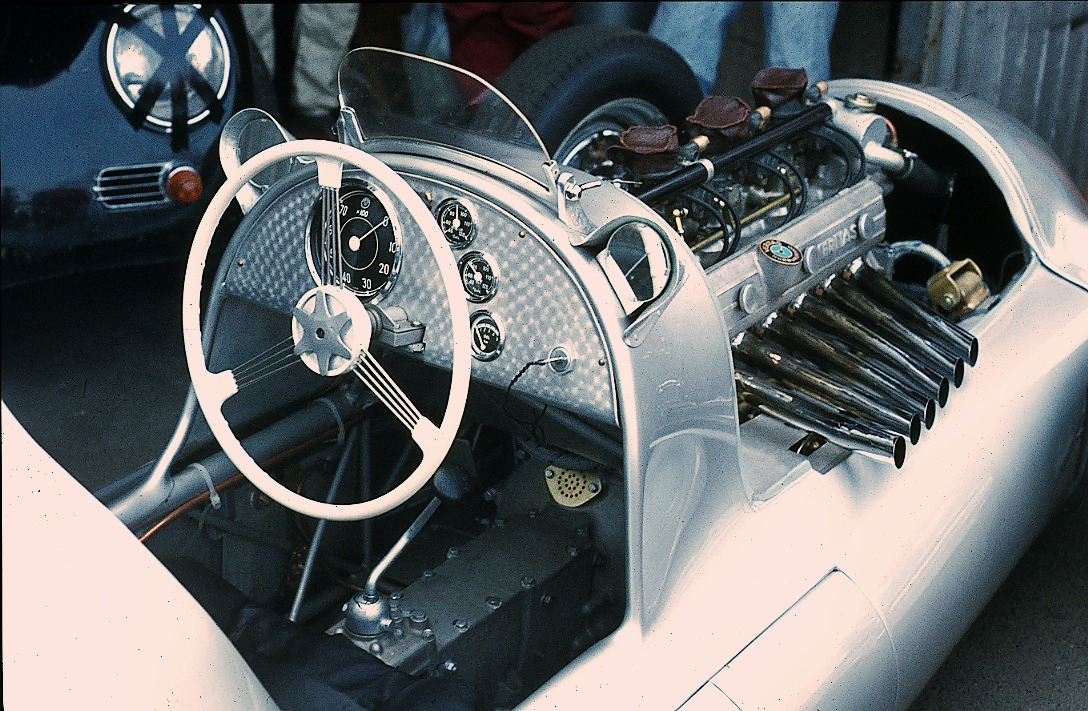
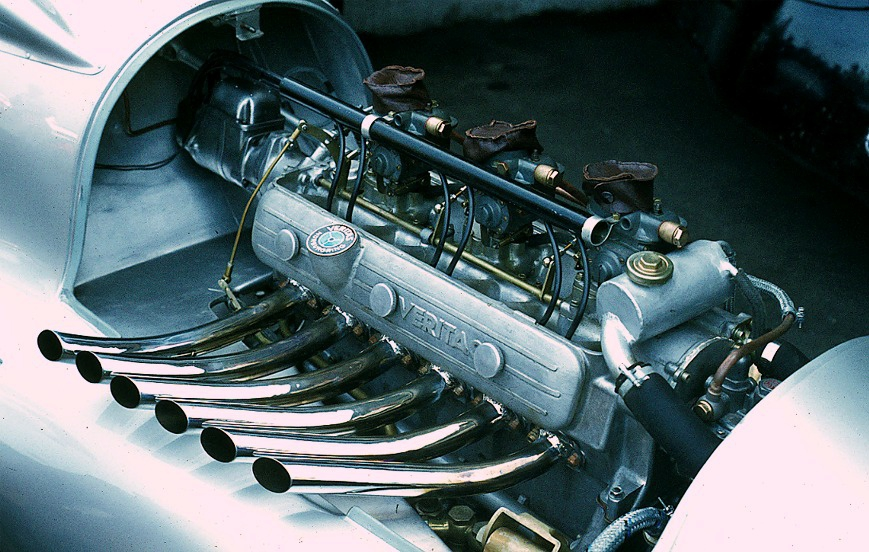